# سیارک ۱۱۸۷۸
سیارک ۱۱۸۷۸ (به انگلیسی: 11878 Hanamiyama، نامگذاری:1990HJ) یازده هزار و هشتصد و هفتاد و هشتمین سیارک کشف شده‌است که در ۱۸ آوریل ۱۹۹۰ کشف شد.